# کتاب‌شناسی اومبرتو اکو
این مقاله فهرستی است از نوشته‌های اومبرتو اکو.

## به ترجمهٔ فارسی

### رمان‌ها
- نام گل سرخ. ترجمهٔ شهرام طاهری. / آنک نام گل. ترجمهٔ رضا علیزاده.
- جزیره روز پیشین. ترجمهٔ فریده مهدوی دامغانی.
- آونگ فوکو. ترجمهٔ رضا علیزاده.
- بائودولینو. ترجمهٔ رضا علیزاده.
- شعله مرموز ملکه لوآنا. ترجمهٔ فرزانه کریمی.
- گورستان پراگ. ترجمهٔ فریبا ارجمند.
- شمارهٔ صفرم. ترجمهٔ سیروس شاملو.

### داستان‌ها
- سه قصّه به ترجمهٔ غلامرضا امامی
- سه فضانورد به ترجمهٔ رضا علیزاده / ترجمه‌ای دیگر از مجتبی پورمحسن
- دو دلداده / دلدادگان به ترجمهٔ غلامرضا امامی

### نظری
- هنر و زیبایی در قرون وسطی به ترجمهٔ فریده مهدوی دامغانی / ترجمهٔ دیگر از هادی ربیعی / هنر و زیبایی‌شناسی در قرون وسطی به ترجمهٔ مسعود خیرخواه
- تاریخ زیبایی به ترجمهٔ هما بینا
- تاریخ زشتی به ترجمهٔ هما بینا و کیانوش تقی‌زاده انصاری
- اسطورهٔ سوپرمن و چند مقالهٔ دیگر به ترجمهٔ خجسته کیهان
- در جستجوی زبان کامل به ترجمهٔ پیروز ایزدی
- نشانه‌شناسی (کتاب) به ترجمهٔ پیروز ایزدی
- از کتاب رهایی نداریم (با ژان کلود کریر) به ترجمهٔ مهستی بحرینی
- سرندیپیتی‌ها: زبان و دیوانگی به ترجمهٔ سپیده شکری‌پوری و آرش حسن‌پور
- شش گشت و گذار در جنگل‌های روایت. ترجمهٔ علیرضا سیف‌الدینی. تهران: انتشارات نگاه. ۱۳۹۵. شابک ۹۷۸-۶۰۰-۳۷۶-۱۴۳-۸.
- نشانه: تاریخ و تحلیل یک مفهوم به ترجمهٔ مرضیه مهرابی
- تاویل و تاویل افراطی / تفسیر و بیش‌تفسیر
- نشانه‌شناسی و فلسفهٔ زبان به ترجمهٔ عبدالکریم اصولی طالش

### منشآت
- ایمان یا بی‌ایمانی (مکاتبات با کاردینال مارتینی) به ترجمهٔ علی‌اصغر بهرامی
- اعترافات یک رمان‌نویس جوان به ترجمهٔ مجتبی ویسی / اعترافات رمان‌نویس جوان به ترجمهٔ رضا علیزاده
- چگونه می‌توان یک پایان‌نامه تحصیلی نوشت به ترجمهٔ غلامحسین معماریان (چاپ جدید با نام چگونه می‌توان یک پایان‌نامه نوشت)
- گل سرخ با هر نام دیگر به ترجمهٔ مجتبی ویسی
- چگونه با ماهی قزل‌آلا سفر کنیم؟ به ترجمهٔ غلامرضا امامی
- فاشیسم ابدی (ترجمه غلامرضا امامی و صالح نجفی)
- سرگذشت جامعه سیال به ترجمه هانیه رجبی، مهدی موسوی
- راه و رسم شناسایی فاشیست‌ها به ترجمهٔ رضا پیلواران
- ابداع دشمن / فاشیسم ابدی به ترجمهٔ محمّد نبوی

### مقاله‌ها
- مانور هوایی
- ایجاد پیام‌های زیبایی‌شناختی زبان
- طنز: چگونه از علامت «سه نقطه» استفاده کنیم؟
- پیرنگ جنجالی (دربارهٔ رمان نام گل سرخ)
- گل سرخ با نام دیگر: چند نکته دربارهٔ ترجمه ادبی
- نقد آثار اومبرتو اکو: پاسخ به پرسش‌های نیمه‌فلسفی
- فاشیسم ازلی: چهارده نگاه به پیرهن‌سیاه‌ها
- بوش و پوتین
- از جنگ‌های مقدس تا شور و شعور
- زمانی که جنگ سلاحی بی‌خاصیت است.
- اومبرتو اکو و جنگ: سناریوی یک جنگ جهانی، عواقب علمی - تخیلی نزاعی که وقوع آن نابودی همگان را به دنبال خواهد داشت
- چگونه مجری تلویزیون باشیم؟
- چگونه «بتوانستیم» در آینده به عقب بازگردیم
- چطور از فکس استفاده کنیم
- چگونه یک مقدمه بنویسیم
- «چگونه می‌توان از فوتبال صحبت نکرد»، ترجمه محبوبه فهیم کلام، نشریه بخارا، شماره ۵۲، تابستان ۱۳۸۵.
- چگونه با یک ماهی آزاد دودی سفر کردن
- چگونه بگذاریم یک چمدان چرخ‌دار بیفتد
- چطور از موبایل استفاده نکنیم
- چگونه با آرامش خود را برای مرگ آماده کنیم؟
- چطور با قطارهای آمریکایی مسافرت کنیم؟
- چگونه می‌توان با کشیدن سیگار برگ پیام فرستاد؟
- چگونگی رفتار با راننده تاکسی
- چگونه می‌توان در پاسخ از به کاربردن «حتماً» پرهیز کرد
- چگونه پیام‌های تلگرافی را در سطل زباله بیندازیم
- چطور ساعت را فراموش کنیم
- طریقه استفاده از جزوه‌های راهنما
- چطور می‌شود مذهب یک نرم‌افزار را تشخیص داد؟
- با «بائودولینو» اکو دوباره به رمان‌نویسی روی می‌آورد: مصاحبه «لائورالیلی» با «اومبرتواکو»
- گفتگو با اومبرتو اکو
- تقلب و توافق
- اومبرتو اکو، سینما و موسیقی: فیلمنامه‌نویسی به سبک گودار
- ساحر و دانشمند
- جنگ چریکی نشانه شناختی
- اومبرتو اکو و نشانه‌شناسی: نشانه‌شناس و نه جامعه‌شناس: مصاحبه خوان خوزه خوئیدی با اومبرتو اکو
- زبان، قدرت، نیرو
- چهره هنرمند متخصص
- چگونه می‌نویسم
- دربارهٔ چند وظیفه ادبیات
- نامه اومبرتواکو به مجله بخارا: دوستان مجله بخارا
- نقد تصویر

## دربارهٔ اکو
- امبرتو اکو و فوتبال، نویسنده: پیتر پریکلس تریفوناس. مترجم: محمود مقدس. ناشر: مهرگان خرد. سال چاپ: ۱۳۹۴
- شناختنامهٔ امبرتو اکو. به کوشش علی دهباشی.
- دربارهٔ امبرتو اکو. گری. پی ردفورد، ترجمهٔ کیهان بهمنی.